# Pedro de Valdés
Pedro de Valdés y Menéndez de Lavandera (Gijón, Astúrias, 1544 — Gijón, 9 de março de 1615), também grafado Pedro de Valdez, foi um militar asturiano que atingiu o posto de almirante das armadas espanholas. Comandou a armada que tentou o frustrado desembarque na ilha Terceira que deu origem à batalha da Salga e teve participação relevante na subsequente conquista dos Açores para Filipe II de Espanha. Serviu com distinção na Carreira das Índias Ocidentais, na Florida e em Cuba, sendo um dos nobres espanhóis que esteve prisioneiro na Torre de Londres depois do desastre da Invencível Armada.

## Biografia
Pedro de Valdés, de seu nome completo Pedro de Valdés y Menéndez de Lavandera, foi filho segundo de Juan de Valdés e de Teresa Menéndez de la Bandera, neto paterno de outro Juan de Valdés e de Mencía González de Vigel, uma família da pequena aristocracia asturiana.
Seguindo a tradição, como filho segundo estava destinado a seguir a carreira eclesiástica, mas aos 16 anos fugiu de casa e foi-se apresentar ao vice-rei de Nápoles, sendo autorizado a alistar-se na armada que então combatia os otomanos no Mediterrâneo oriental. A partir daí, a vida deste asturiano ficou inevitavelmente ligada ao mar e às aventuras militares das armadas espanholas.
Nos combates contra as galés turcas houve-se tão bem que em pouco tempo lhe foi concedido o hábito de Cavaleiro de Santiago, iniciando uma carreira naval que o levaria ao almirantado.
Com 22 anos de idade, em 1566 alistou-se na armada que sob o comando de Pedro Menéndez de Avilés, conquistador da Florida, partiu para o Atlântico ocidental, para nas costa sueste da América do Norte impedir a acção de corsários franceses. Foi um dos primeiros a mobilizar-se a favor da colonização do território da Florida e da costa norte do Golfo do México.
Nesta armada, na qual permaneceu 8 anos, ascendeu aos cargos de lugar-tenente, mestre de campo e almirante. Teve acção de grande relevo em 1574, durante a reconquista da Florida, entretanto ocupada por huguenotes franceses, quando um esquadrão por ele comandado venceu a principal refrega travada no conflito.
Regressou a Espanha em 1575, sendo transferido para o serviço da Carreira das Índias Ocidentais, no qual foi por duas vezes capitão-general dos galeões que faziam a travessia.
Foi de seguida enviado para os Países Baixos Espanhóis, prestando serviço na Armada da Flandres, estando presente na tomada de Antuérpia. Seguidamente, e com navios da armada da Flandres, participou no corso que os espanhóis faziam no Golfo da Biscaia e no Canal da Mancha contra navios britânicos e holandeses, apresando muitos navios inimigos.
Quando se desencadeou a entrada em Portugal das forças de Filipe II de Espanha na luta contra o partido de D. António I de Portugal, comandou parte das forças navais que fizeram o bloqueio da costa portuguesa.
Neste contexto, foi enviado aos Açores com o objectivo de reduzir a ilha Terceira, onde se tinham refugiado os apoiantes do Prior do Crato, à obediência do rei de Espanha. A operação culminou com o desembarque e batalha da Salga, tendo as forças de Valdés sofrido grandes perdas e sido obrigadas a retirar para Lisboa.
Apesar de Valdés ser asturiano, em 1587 foi nomeado almirante da Esquadra da Andaluzia que integrou a Armada Invencível na tentativa filipina de invasão da Grã-Bretanha. Era um dos capitães mais controversos da Armada, advogando tácticas pouco ortodoxas aos olhos do comando da Armada, que não foram aceites nem seguidas.
Durante as operações nas costas britânicas, a 31 de Julho de 1588, o seu galeão, o Nuestra Señora del Rosario, teve um acidente e foi perdido na ação, sendo abandonado pelo resto da Armada. Em resultado, foi aprisionado pelo navio de Francis Drake, que o teve prisioneiro 10 dias a bordo do seu navio. A 10 de Agosto foi enviado para Londres, permanecendo 7 anos prisioneiro em Inglaterra.
O abandono do seu navio pelo resto da Armada marcou profundamente Valdés e parece ter influído negativamente na moral das guarnições pois perceberam que seriam abandonados se lhes acontecesse algo que os atrasasse em relação ao grosso da força.
Durante o período em que Pedro de Valdés permaneceu em Inglaterra, participou, entre outras cosas, na elaboração do primeiro dicionário Espanhol - Inglês, de Richard Percivall. Esta passagem forçada pela Inglaterra deixou traços na literatura: a figura de Valdés encontra-se em algumas obras literárias inglesas da época e o próprio William Shakespeare se refere ao pirata Valdés.
Apenas foi libertado em Fevereiro de 1593, após o pagamento de um resgate obtido pela venda da herança de seus pais e mediante troca com marinheiros ingleses em poder dos espanhóis.
Regressado a Espanha, reingressado no serviço naval, em 1602 foi nomeado Capitão-General de Cuba, cargo que exerceu até 1608. Naquelas funções deu boas provas da sua capacidade governativa, conseguindo criar em Santiago de Cuba uma pequena armada com que combateu os piratas que então infestavam as Caraíbas.
O cargo de Capitão-General e Governador de Cuba foi o último que exerceu, com ele terminando a sua carreira político-militar, encerrando um percurso de 54 anos ao serviço da coroa espanhola, durante a qual teve grandes sucessos, mas também alguns desaires.
Foi feito marquês de Canalejas. Fez testamento a 9 de Março de 1615 morrendo arruinado no seu palácio de Roces (Gijón). Deixou como seu herdeiro universal um filho de nome Fernando de Valdés.